# Explorer 11
Explorer 11 (também chamado de S-15) foi um satélite estadunidense de pesquisas espaciais em raios gama. Foi lançado em 27 de abril de 1961 da Estação da Força Aérea de Cabo Canaveral, através de um foguete Juno II. O satélite enviou dados até 17 de novembro de 1961, quando os problemas de fornecimento de energia fizeram com que a missão científica terminasse. Durante os sete meses que o satélite esteve em atividade, detectou 22 eventos de raios gama e cerca de 22.000 eventos de radiação cósmica.